# Асеміни
Асемі́ни (Aseminae Thomson, 1860 = Spondylidinae Audinet-Serville, 1832 = Criocephalites Fairmaire in Jacquelin du Val, 1864 = Tetropiidae (Reitter) Joly, 1932) — маленька підродина з родини жуків-вусачів, яка налічує трохи більше 100-а видів. 
Асеміни розповсюджені у північній півкулі, кілька з них трапляється у Південній Африці та на Мадаґаскарі. Деякі види, наприклад Asemum, завезені із деревиною на всі материки, окрім Антарктиди.

## Морфологія

### Імаго
Тіло менш-більш валькувате, опукле. Голова велика, з великими грубофасетковими очима і короткими вусиками. Пердньоспинка округла, широка із суцільними краями. Серединний відросток передньогрудей вузький, зрідка слабо розширений. Передні тазики кулясті.

### Личинка
Тіло видовжене, циліндричне, ледь-ледь сплющене у дорзо-вентральному напрямку, м'ясисте, білого кольору.
Голова невелика, частково втягнена у передньоспинку. Скронево-тім'яні частки з'єднані між собою довгим рубцем, і кожна з них окремо заокруглена позаду. Потилицевий отвір розташований на вентральній стороні. Лоб спереду гладенький, без ребер. Вусики 3-и членикові. Гіпостом облямований гіпостомальними рубцями. Наличник великий, голий. Щелепи товсті із великим вентральним зубцем.
Пронотум облямований глибокими латеральними борозенками. Ноги видовжені, 4-и членикові.
Черевце 9-и членикове, його останній членик озброєний двома хітинізованими виростами. Дихальця округлі з краєвими камерами. Анальний отвір трипроменевий.

## Фотогалерея

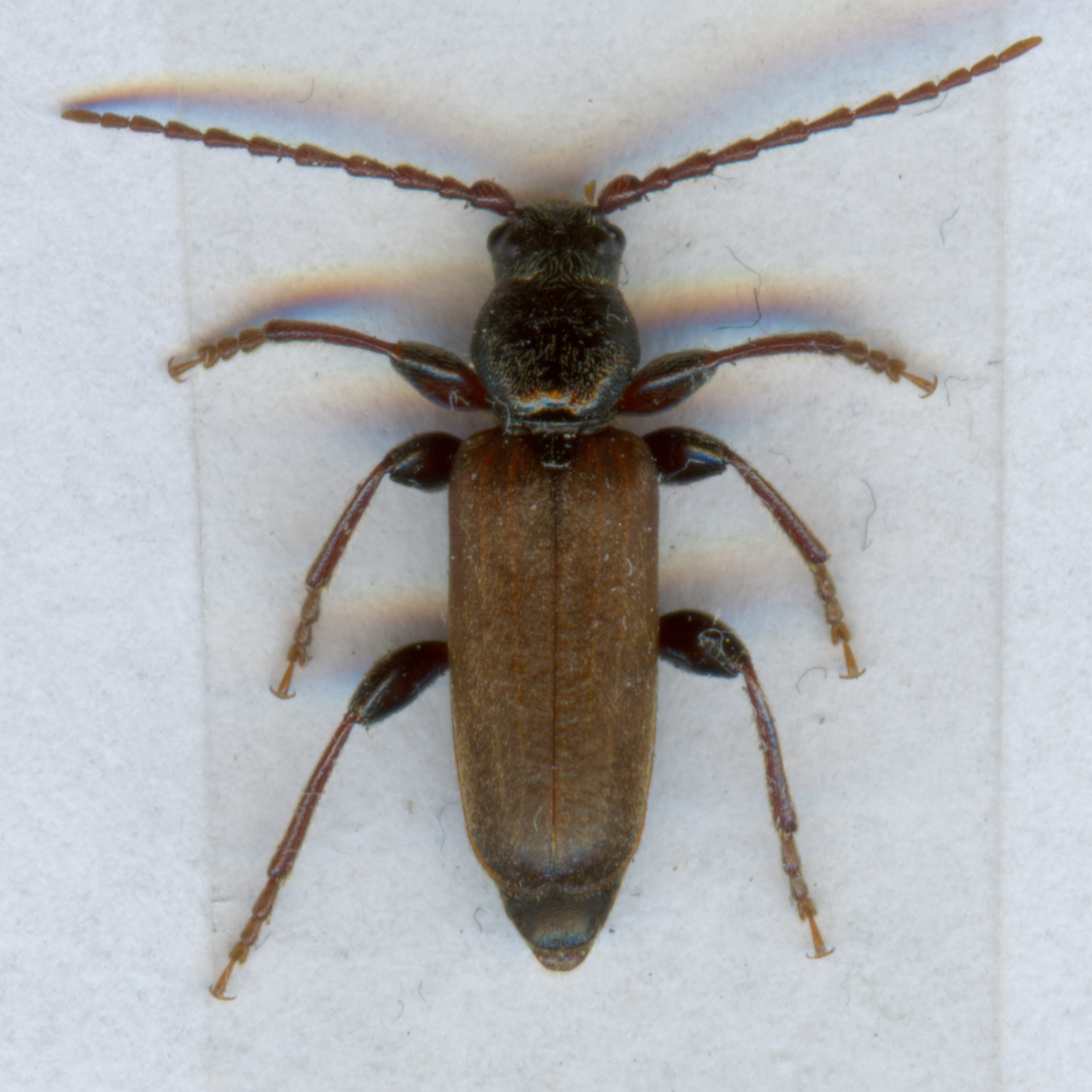
Тетропіум блискучоспинковий (Tetropium castaneum Linnaeus, 1758)
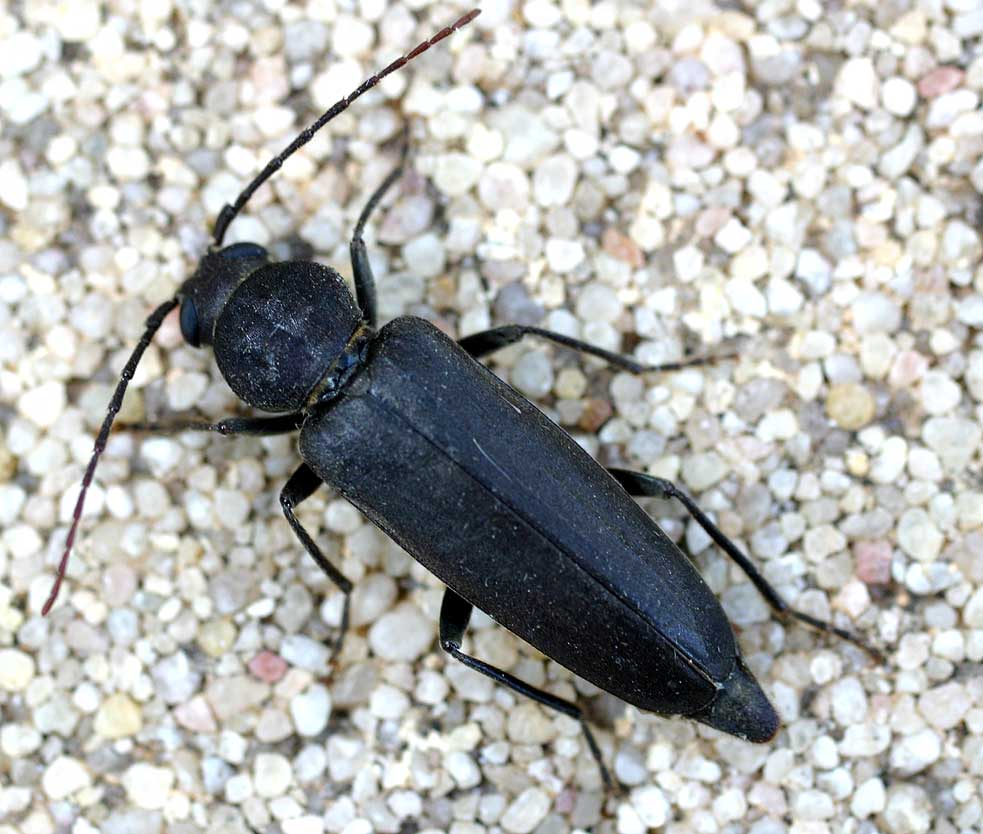
Криоцефал бурий (Arhopalus tristis Fabricius, 1787)
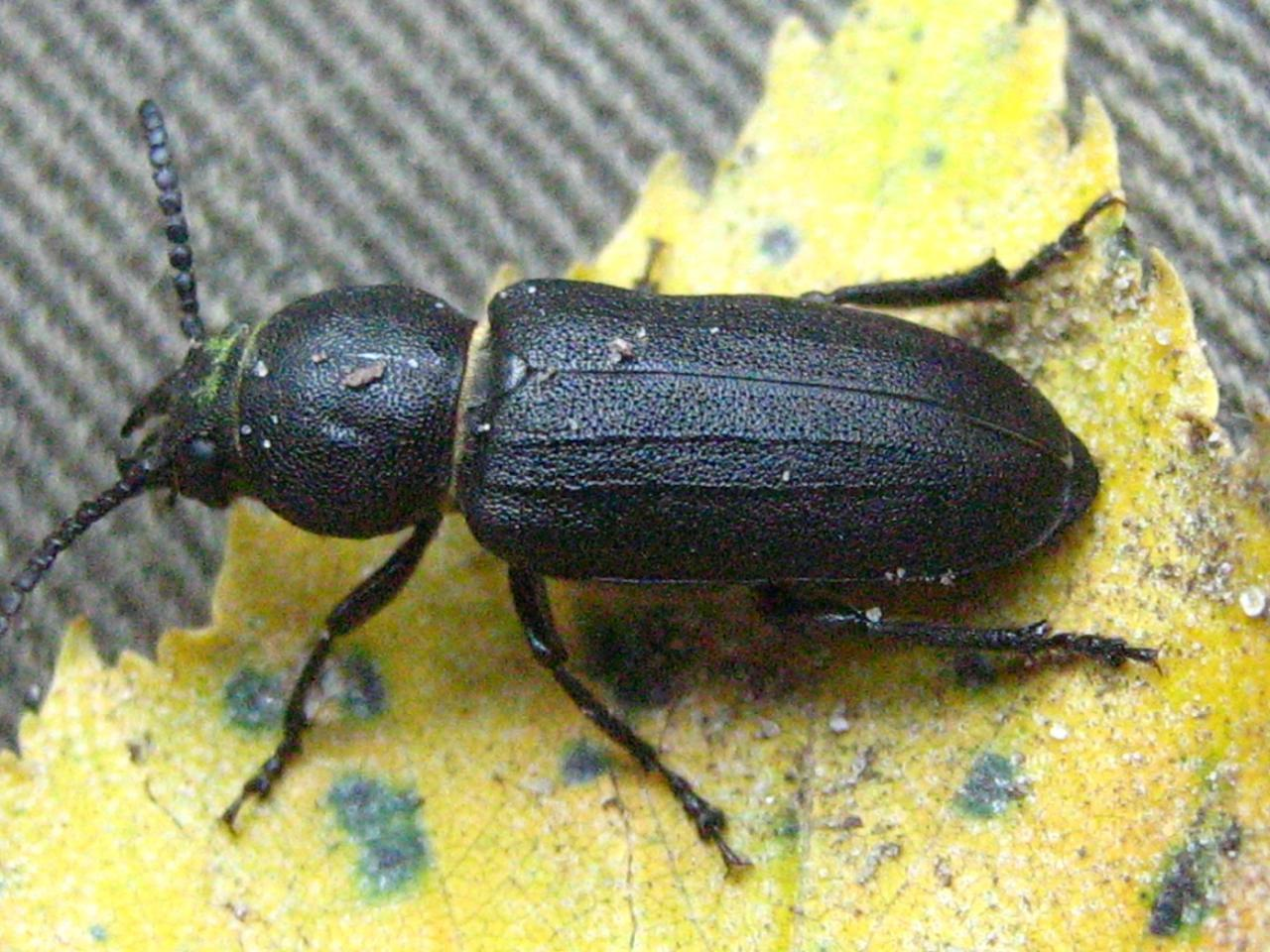
Спондиліс златковий (Spondylis buprestoides Linnaeus,1758)